# Польний Іван Броніславович
Іван Броніславович Польний (нар. 18 серпня 1961, Чайковичі) — радянський та український футболіст, що грав на позиції захисника.
Відомий насамперед виступами за футбольний клуб «Волинь», де є одним із найкращих гравців та захисників клубу (341 матч у чемпіонатах і кубку СРСР, а також чемпіонатах та кубку України — 5 місце серед гвардійців клубу), нетривалий час виступав також за команди СКА (Львів) і «Гетьман» (Замостя).

## Клубна кар'єра
Іван Польний народився у селі Чайковичі Львівської області. Розпочав займатися футболом у сільській команді, а після шостого класу талановитого хлопця помітили футбольні тренери зі Львова, які запросили Івана Польного у дитячу команду, яка ще в цьому році виграла турнір на призи клубу «Шкіряний м'яч», і наступні три роки Польний уже професійно займався футболом у Львівському спортінтернаті. Через два роки талановитий юний футболіст був запрошений для шліфування своїх футбольних навичок до київського РВУФК, а також отримав запрошення до юнацької збірної СРСР. Не забарились запрошення до команд майстрів, у тому числі й до найсильнішого на той час клубу України — київського «Динамо». Але після приїзду в гості до старшого брата Ігора, що захищав кольори луцького «Торпедо», Іван Польний вирішив продовжити свою футбольну кар'єру у Луцьку. Вже у першому сезоні за клуб Іван Польний став одним із основних гравців оборони лучан, та зіграв у чемпіонаті 38 матчів, одночасно продовжуючи виступи і за юнацьку збірну СРСР.
На початку 1980 року Івана Польного призвали до лав Радянської армії, і за традицією, за час армійської служби футболісти грали у армійських футбольних командах. Іван Польний приєднався до складу львівського СКА. Але у армійському клубі футболіст виступав лише місяць, і отримав важку травму, відновлення після якої тривало близько року. Після ушкодження і тривалого відновлення Іван Польний тривалий час не зміг вийти на звичний рівень гри, і тому кілька років виступав за луцький аматорський клуб «Підшипник», який на той час був одним із лідерів чемпіонату області з футболу, та успішно виступав у аматорському чемпіонаті УРСР.
Після відновлення Іван Польний у 1985 році отримав запрошення повернутись до складу «Торпедо». У перших матчах тренери клубу випускали футболіста, який тільки повернувся до виступів на професійному рівні, лише на заміни, але до кінця року Польний повернув собі місце основного гравця захисної ланки команди, яке й зберігав до кінця своєї кар'єри у Луцьку. У кінці 80-х років ХХ століття команда «Торпедо», а з 1989 року — «Волинь», поступово піднімалась щаблями турнірної таблиці до вершини, якою став виграш зонального турніру команд другої ліги у 1989 році, за що команда отримала звання чемпіона УРСР. У цьому чемпіонаті Іван Польний провів 47 матчів, та відзначився 2 забитими м'ячами.
У 1992 році «Волинь» успішно стартувала вже у вищій лізі чемпіонату незалежної України. Іван Польний продовжував утримувати місце в основному складі клубу і в першому чемпіонаті України, але після зміни головного тренера клубу Мирона Маркевича на Романа Покору, втратив місце в основі та залишив клуб. Два роки досвідчений захисник виступав у Польщі у нижчоліговому клубі «Гетьман» із Замостя. Після повернення з-за кордону Іван Польний кілька років виступав за аматорські клуби «Явір» (Цумань) та ЕНКО (Луцьк).

## Після закінчення футбольної кар'єри
Іван Польний після закінчення виступів на футбольних полях тривалий час був без роботи, та навіть на деякий час працював на заробітках у Португалії. Один рік колишній захисник «Волині» працював тренером у польському клубі «Томашувія» з Томашова-Любельського.

## Досягнення
- Переможець чемпіонату УРСР з футболу 1989, що проводився у рамках турніру в шостій зоні другої ліги СРСР.